# Ibusuki (sopka)
Ibusuki je vulkanické pole, nacházející se na jižním okraji japonského ostrova Kjúšú. Skládá z více struskových kuželů, lávových dómů a maarů a 4,5 km široké kaldery Ikeda-ko a stratovulkánu Kaimon- dake. Stáří kaldery se odhaduje na 4600 let, v historické době byl aktivní stratovulkán Kaimon-dake, naposledy v 9. století.